# Tahua (Bolivia)
Tahua è un comune (municipio in spagnolo) della Bolivia nella provincia di Daniel Campos (dipartimento di Potosí) con 5.721 abitanti (dato 2010).

## Cantoni
Il comune è suddiviso in 6 cantoni.
- Ayque
- Cacoma
- Caquena
- Coqueza
- Tahua
- Yonza